# 金森美弥子
金森 美弥子（かなもり みやこ、1946年（昭和21年） - ）は、日本の演劇プロデューサー。東京都出身。学習院大学仏文科卒業。

## 略歴
学習院大学仏文科卒業後、某出版社に就職。その半年後、劇団四季に就職。
- 1971年 25歳で劇団四季の金森馨と結婚。劇団四季を退職し、夫のデザイン事務所の仕事を手伝う。
- 1974年 28歳で香（かお）出産。
- 1980年 夫馨死去。
- 1981年 劇団四季に再就職。
- 1984年 ㈱ホリプロに契約社員として入社。
- 1996年 50歳でホリプロ専務取締役となる。

## 主なプロデュース作品
- ピーターパン
- ファンタスティックス
- ジキルとハイド
- ユーリンタウン
- 間違いの喜劇
- ライフ・イン・ザ・シアター
- シザー・ハンズ

## 著書
- 『生命果てる日まで―ガンと闘い演劇に燃えつきた夫へ』（1981年、講談社）